# Cosmopterix pentachorda
Cosmopterix pentachorda là một loài bướm đêm thuộc họ Cosmopterigidae. Loài này có ở Ecuador và Peru.
Cá thể trưởng thành được ghi nhận vào tháng 6 và tháng 8.